# Jan Berner
Jan Berner (ur. 2 marca 1932 w Pabianicach, zm. 31 marca 2020 tamże) – polski chirurg, nauczyciel akademicki i samorządowiec, profesor nauk medycznych, w latach 2002–2006 prezydent Pabianic.

## Życiorys

### Młodość
Syn Stefana Bernera i Aleksandry z domu Dawidziak. Okres jego nauki szkolnej przypadł na lata II wojny światowej. Kształcił się w ramach tajnego nauczania. Od 1944 był łącznikiem Armii Krajowej i następnie organizacji Wolność i Niezawisłość, nosił pseudonimy Zuch oraz Huzar. Po wojnie uczęszczał do Gimnazjum im. Królowej Jadwigi w Pabianicach, gdzie w 1950 zdał egzamin maturalny. Równolegle kształcił się w szkole muzycznej, ucząc się gry na skrzypcach.

### Działalność naukowa i zawodowa
W latach 1950–1955 studiował na Wydziale Lekarskim Akademii Medycznej w Łodzi, gdzie uzyskał dyplom lekarza.
Po stażu podyplomowym podjął pracę w Szpitalu Miejskim w Pabianicach, następnie również w miejskiej poradni chirurgicznej i w stacji pogotowia ratunkowego. Zajmował się też medycyną przemysłową, ogólną i sportową. Specjalizację I stopnia w dziedzinie chirurgii uzyskał w 26 września 1960. W 1962, dzięki stypendium ministra zdrowia, przeszedł do III Kliniki Chirurgicznej AM w Łodzi, gdzie 26 czerwca 1965 obronił pracę doktorską, a 29 kwietnia 1966 uzyskał II stopień specjalizacji z chirurgii.
Stopień doktora habilitowanego nauk medycznych uzyskał na macierzystej uczelni 12 czerwca 1973. W 1978 został mianowany kierownikiem Kliniki Chirurgii Onkologicznej AM w Łodzi. Nominację na profesora nadzwyczajnego otrzymał 16 listopada 1984. W latach 1981–1987 był dwukrotnie wybierany na dziekana Wydziału Lekarskiego Akademii Medycznej w Łodzi. W 1985 został profesorem zwyczajnym. W latach 1990–1996 również przez dwie kadencje pełnił funkcję rektora AM w Łodzi. Od 1988 do 1990 pracował w Libii, pełniąc funkcję dyrektora polskiego zespołu medycznego w tamtejszych szpitalach. Po powrocie do kraju powrócił do pracy na uczelni na stanowisku profesorskim. W latach 1993–1995 był członkiem Rady ds. Ochrony Zdrowia działającej przy prezydencie RP. Od 1996 kierował również Katedrą Onkologii AM w Łodzi. Na emeryturę przeszedł w 2002, pozostał jednocześnie czynny zawodowo.
W swoich badaniach naukowych był pionierem w Polsce operacji oszczędzającej w leczeniu chorych na raka piersi i badaniach nad czerniakiem. Zajmował się technikami operacyjnymi tętnic obwodowych, w tym z wykorzystaniem polskich biomateriałów. Opublikował ponad 200 prac naukowych w kilku językach. Był promotorem kilkunastu doktoratów oraz recenzentem licznych rozpraw doktorskich i habilitacyjnych. Pod jego kierownictwem ponad 25 lekarzy otrzymało specjalizację I stopnia z zakresu chirurgii, a około 20 lekarzy specjalizację II stopnia w dziedzinie chirurgii onkologicznej. Przez dwie kadencje pełnił funkcję wiceprezesa zarządu Łódzkiego Towarzystwa Naukowego. Uzyskał członkostwo w Towarzystwie Chirurgów Polskich, Polskim Towarzystwie Chirurgii Onkologicznej, Polskim Towarzystwie Onkologicznym, European Organisation for Research and Treatment of Cancer, International College of Surgeons, europejskim i światowym towarzystwie skupiającym chirurgów onkologów. Współpracował z Federacją Stowarzyszeń „Amazonki”.

### Kariera sportowa
Uprawiał wyczynowo sport motorowy, był członkiem Polskiego Związku Motorowego, a także klubów PTC Pabianice i MRKS Włókniarz. Kilkakrotnie zdobył mistrzostwo okręgu łódzkiego. Brał też udział w rajdach międzynarodowych, zdobywając łącznie około 50 medali. Był również członkiem Aeroklubu Łódzkiego (od 1953), gdzie ukończył kurs szybowcowy I i II stopnia.

### Działalność społeczna i polityczna
Uzyskał członkostwo w Światowym Związku Żołnierzy AK, ZHP, PZMot, PCK, LOK, a także honorowe członkostwo Towarzystwa Przyjaciół Pabianic.
W drugiej turze bezpośrednich wyborów samorządowych w 2002 został wybrany na urząd prezydenta miasta Pabianic, kandydując z ramienia lokalnego komitetu prawicy. Cztery lata później nie ubiegał się o reelekcję. Startował bez powodzenia do sejmiku łódzkiego z listy Prawa i Sprawiedliwości.

## Odznaczenia i wyróżnienia
Odznaczony m.in. Srebrnym Krzyżem Zasługi (1971), Krzyżem Kawalerskim (1986) i Komandorskim (1998) Orderu Odrodzenia Polski, medalem Pro Ecclesia et Pontifice (1996). Otrzymał tytuł doktora honoris causa Université Claude-Bernard-Lyon-I (1997), a także tytuł honorowego obywatela Pabianic (2002). Wyróżniany przez środowiska kombatanckie, a także honorowymi odznakami Polskiego Czerwonego Krzyża i Polskiego Związku Motorowego.